# Asociación Bancaria
La Asociación Bancaria (AB) es el sindicato en el que están organizados los trabajadores y trabajadoras de las empresas bancarias en Argentina. Fue fundado el 6 de noviembre de 1924 y está organizado como una unión de rama nacional (primer grado). Está afiliado a la Confederación General del Trabajo (CGT) y a la UNI Global Union (UNI), la federación sindical internacional representativa del sector servicios. Por su gran cantidad de afiliados y su alta densidad sindical en el sector, es considerado como uno de los sindicatos más grandes o "gordos" de Argentina.

## Historia

### Antecedentes
En abril de 1919 los trabajadores del Banco de la Provincia de Buenos realizaron la primera huelga bancaria de la historia argentina que duró una semana. El reclamo era por 23 puntos incluido el pedido de reconocimiento de la Asociación de Empleados de Banco, un régimen jubilatorio que habilitara el retiro con treinta años de servicio, estabilidad en el empleo y un escalafón especial, vacaciones entre otros aspectos Otros Bancos adhirieron también presentando petitorios. La huelga se produjo durante la presidencia de Hipólito Yrigoyen, el primer gobierno democrático que tuvo la Argentina, momento en el cual las huelgas aumentaron geométricamente y el sindicalismo se extendió a sectores y regiones que no se habían podido organizar antes. El reclamo bancario tendría éxito en el Banco Provincia, aprobándose la mayoría de los puntos del petitorio. Pocos años después, cuando en 1923 se sancionó la Ley 11232 estableciendo un régimen jubilatorio para los trabajadores del sector, disponiendo la creación de la Caja Nacional de Jubilaciones y Pensiones de Empleados de Casas Bancarias, con representación de los trabajadores en la dirección del organismo. Y en el Banco Provincia en 1924 Su propia caja con un régimen especial de mayores aportes y un sistema de retiro acorde a ello.

### Fundación de la Asociación Bancaria
El 6 de noviembre de 1924 se fundó la Asociación Bancaria, con una membresía inicial de 1.500 afiliados; la personería jurídica la obtendría el 9 de abril de 1932. Instaló su primera sede en la calle Bartolomé Mitre 382 de la Capital Federal y desde un inicio dio gran importancia a la organización de servicios de salud y asistencia mediante sistemas mutuales.
En 1929, durante el segundo gobierno de Yrigoyen, logró que por ley 11575 se fijara el derecho a la jubilación ordinaria con 30 años de servicios y 50 años de edad y formó parte de las luchas sindicales por la limitación de la jornada de trabajo que causaron la sanción de la ley 11544.

### Estabilidad y escalafón
En 1937 la AB compró terrenos en Villa García (Tanti), en las sierras de Córdoba, para iniciar la construcción de una colonia de vacaciones que sería inaugurada el 24 de abril de 1943 y que sería finalmente conocida como Complejo Turístico La Bancaria-Tanti, con más de 50 hectáreas.
En 1940 concretó su reclamo original de estabilidad y escalafón especial con la sanción de la ley 12637, -que sentó las bases de lo que luego sería el convenio colectivo bancario-, pero los intereses patronales bloquearon la reglamentación que recién pudo concretarse en 1946.
En 1942 se estableció el Tribunal Bancario para resolver los conflictos laborales en el sector bancario.
Durante la presidencia de Juan D. Perón, el 19 de febrero de 1947 obtuvo la personería gremial y en 1950 consiguió que se creara la Dirección General de Servicios Sociales Bancarios (ley 13987), financiada con una contribución del 3% de los intereses y comisiones percibidas por los bancos. Con la mediación de Eva Perón el gobierno nacional le cedió al sindicato el edificio para instalar el Policlínico Bancario. Mucho más adelante, la ley 19322 establecería la participación sindical en la dirección de la obra social.

### Las grandes huelgas bancarias de 1958/1959
En enero de 1958, durante la dictadura autodenominada Revolución Libertadora, la Asociación Bancaria llevó adelante una larga huelga de 52 días de duración contra el congelamiento de los salario. La dictadura respondió deteniendo y poniendo bajo tribunales militares a cientos de bancarios huelguistas, pero terminó aceptando los reclamos del sindicato y liberando a los afiliados detenidos. Sin embargo el conflicto recrudece al año siguiente, ya durante el gobierno de Arturo Frondizi y 15 de abril la Bancaria declaró una segunda huelga que duraría 69 días. Frondizi intervino el sindicato, ordenó la detención de cientos de huelguistas en sus propios domicilios y dispuso el despido de seis mil bancarios. Pese a la represión, el 5 de julio de 1962 la Asociación Bancaria logró firmar el primer convenio colectivo bancario, garantizando el escalafón único.
En 1964, durante la presidencia de Arturo Illia, se firmó un nuevo convenio colectivo que, entre otras normas declara el día 6 de noviembre -día de creación del sindicato- como día del trabajador bancario y establece su carácter de no laborable.

### Convenio 18/75
La dictadura de Onganía dispuso por decreto limitar la estabilidad bancaria y eliminó la Caja de Jubilaciones propia siendo unificada con otras actividades. La convención colectiva 56/71 unificó las escalas salariales y la convención colectiva 11/73 creó la Escuela Sindical Bancaria y estableció la representación de la Asociación Bancaria en los varios bancos. En las paritarias de 1975, la Asociación Bancaria firmó el convenio colectivo 18/75, unificando definitivamente el escalafón, introduciendo la carrera bancaria y estableciendo importantes derechos laborales.

### Más de 200 bancarios desaparecidos
La dictadura militar que tomó el poder el 24 de marzo de 1976 secuestró a más de 200 trabajadores y trabajadoras bancarias que permanecen "desaparecidos”, intervino militarmente el sindicato y cientos de delegados y militantes fueron declarados prescindibles y despedidos. Finalmente el 16 de marzo de 1981 la dictadura derogó la ley de estabilidad y la carrera bancaria, suspendiendo el convenio colectivo 18/75 por 90 días.

### Los 80s y 90s
En 1983, antes de las elecciones presidenciales, se normalizó el sindicato y se inició la lucha por la vigencia plena del convenio 18/75, la devolución de la Caja de Jubilaciones, la actualización de las escalas salariales, la ley de estabilidad y la reincorporación de los trabajadores cesanteados por causas político-gremiales.
En la década de 1980 las quiebras bancarias y la hiperinflación produjeron el cierre de decenas de entidades financieras dejando en la calle a miles de bancarios. En la década de 1990 la ola de privatizaciones alcanzaría a la Caja Nacional de Ahorro y Seguros, el Banco Hipotecario, el Banco Nacional de Desarrollo, decenas de bancos provinciales, así como la liquidación de la mayor parte de los bancos cooperativos. En 1998 el sindicato resistió el proyecto privatizador del Banco de la Nación Argentina, con grandes movilizaciones y una consulta popular para oponerse a la liquidación de la banca pública que reunió más de tres millones de firmas. En 1995 el presidente Carlos Menem liquidó por decreto el Instituto de Servicios Sociales Bancarios y derogó el aporte del 2% sobre intereses y comisiones bancarias, dañando irreversiblemente la sustentabilidad financiera de la obra social bancaria.

### SigloXXI
Con la crisis de 2001 unos 9000 bancarios perdieron sus empleos y varios bancos extranjeros cerraron sus puertas.
En la primera década del siglo, de la mano con la instalación de las paritarias de negociación colectivas anuales, los salarios bancarios se ubicaron entre los tres mejores salarios de Argentina. El sindicato pasó de 44.000 afiliados en 2003 a 64.500 afiliados en 2015, creciendo casi en un 50% en la década. Entre una gran cantidad de conquistas logradas en el período se incluye la licencia de 55 días por adopción.